# Ženski košarkaški klub Novi Zagreb
Lo Ženski košarkaški klub Novi Zagreb è una società femminile di pallacanestro di Zagabria, fondata nel 1978.